# Таукебаев, Серик Шауенович
Серик Шауенович Таукебаев (каз. Серік Шәуенұлы Тәукебаев, родился 26 февраля 1961 в Туркестане) — казахский политический деятель, аким города Усть-Каменогорск в 2012—2013 годах.

## Биография

### Образование
Окончил три вуза: Казахский химико-технологический институт в 1983 году (инженер-строитель), Шымкентский университет в 2004 году (юрист) и Карагандинский экономический университет в 2005 году (экономист).

### Профессиональная деятельность
с 1983 по 1996 год работал строительным мастером, прорабом, начальником участка, главным инженером, начальников СМП-194 в АО «Туркестан Строй Монтаж».
с 1996 по 1999 год года был Первым вице-президентом, директором АО «Туркестан Строй Монтаж».
в 1999 году был назначен заместителем акима города Туркестан, Южно-Казахстанской области.
с 2001 по 2006 год являлся начальником департамента строительства, архитектуры и застройки территории. Далее начальником управления земельных отношений Южно-Казахстанской области.
в 2006 занимал должность акима города Арысь, Южно-Казахстанской области.
с 2008 по 2009 год являлся государственным инспектором Администрации Президента Республики Казахстан.
с 2009 по 2012 год занимал должность заместителя акима Восточно-Казахстанской области. 
На протяжении одного года с 2012 - занимал должность Акима города Усть-Каменогорск, Восточно-Казахстанской области. 
За время работы акимата Серик Таукебаев добился передачи в госсобственность Дворца культуры металлургов, парка культуры и отдыха «Металлург», а также утвердил бесплатный проезд в общественном транспорте для пенсионеров старше 70 лет. 18 мая 2013 года был освобождён от занимаемой должности, согласно официальной версии, в связи с проблемами со здоровьем, возникшими после операции на сердце.
с 2013 по 2020 год был генеральным директором ТОО «Comfort Company».
с 2020 по 2022 год являлся генеральным директором ТОО «Tumar Group».
c 2022 года по настоящее время является председателем совета директоров ТОО «Tumar Holding».
Награждён орденом «Курмет», медалями 10-летия и 20-летия независимости Республики Казахстан, 10-летия Конституции Казахстана и 10-летия Астаны. Почетный строитель Казахстана и почётный гражданин города Арысь.

### Личная жизнь
Женат. 4 детей.